# 圣斯德望堂 (里尔)
50°38′06.57″N 03°03′35.23″E / 50.6351583°N 3.0597861°E
圣斯德望堂（法語：Église Saint-Étienne de Lille）是一座罗马天主教教堂，供奉圣斯德望，位于里尔军医院街（rue de l'Hôpital Militaire），1971年列为法国历史古迹。这是法国最大的耶稣会教堂之一。
该市第一座圣斯德望堂位于大广场北侧（该区有圣斯德望街等），历史可追溯到14和15世纪。它在1793年奥地利围城期间毁于大火，1796年由目前的教堂取代。目前的教堂原是耶稣会圣母无原罪小堂，建于1605-1610年。耶稣会自1562年在里尔立足。1740年10月8日毁于大火，1743年-1748年重建。1765年耶稣会被逐出法国，小堂归属学校。1778年学校由军医院接管。
该堂立面高29米，钟楼高57米，拉丁十字平面，其风格为罗马巴洛克，上下两层采用不同的柱式（爱奥尼柱式在底部，科林斯柱式在上部）内部61米长，黑色和白色的大理石地板来自原来的小堂。

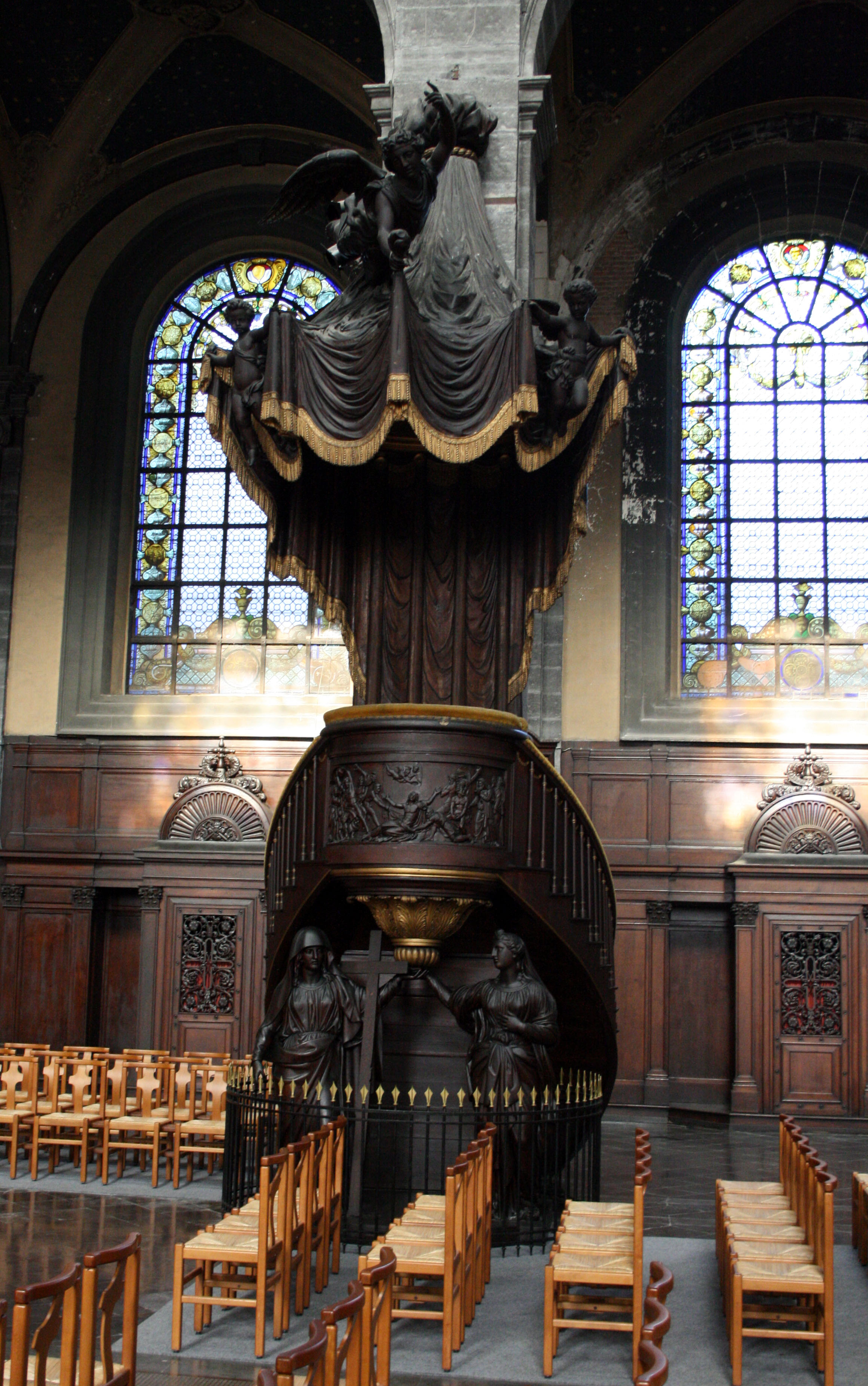
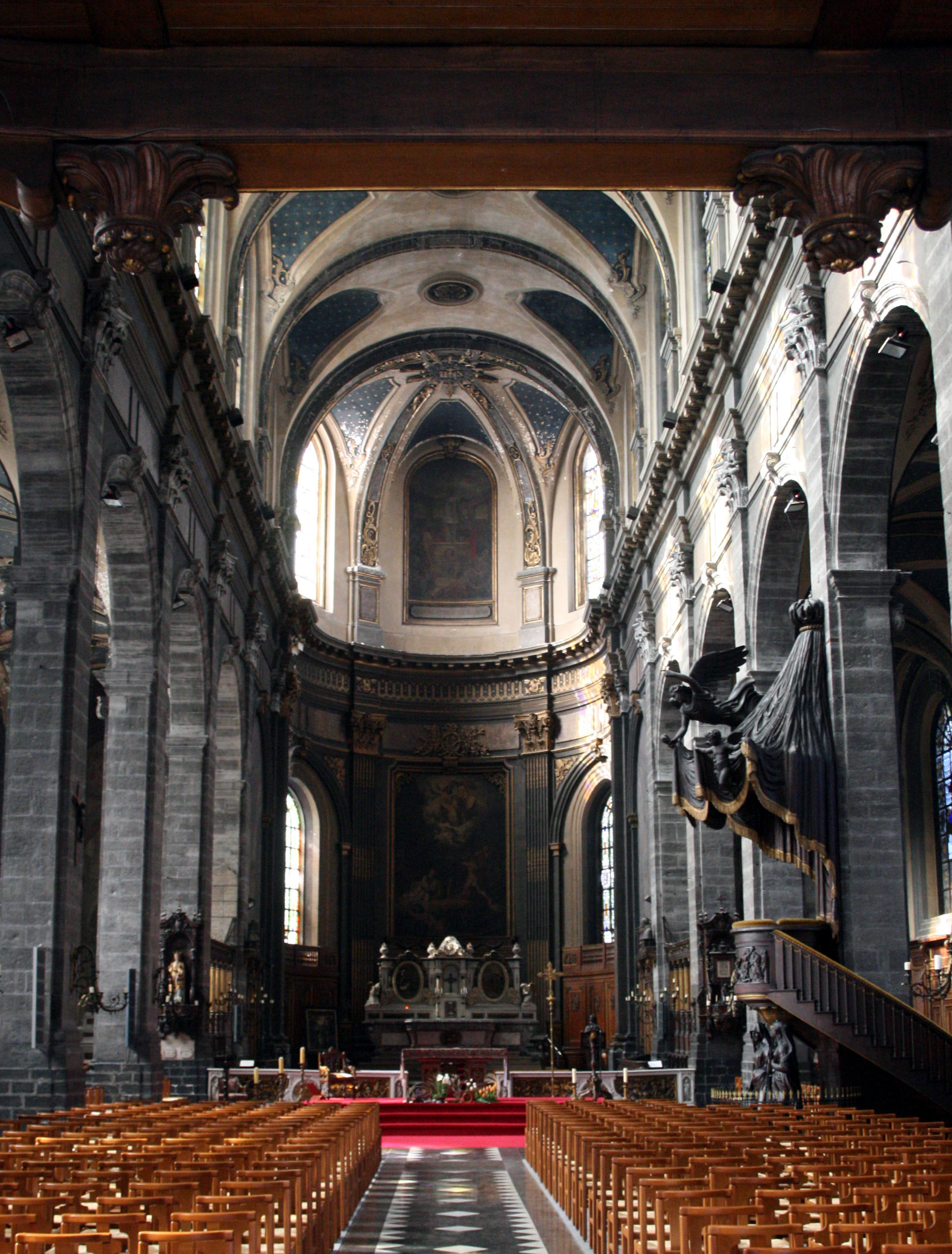